# Zoé Talon
XVIII. Lajos Bourbon-házi francia király későbbi szeretője 1785. augusztus 5-én, Franciaország Le Boullay-Thierry nevű kommunájában, Antoine Omer Talon és Jeanne-Louise-Henriette Genet leányaként.
1802-ben a 17 éves Zoé nőül ment Baschi du Cayla grófhoz, akinek egy fiút (Ugolin) és leányt (Ugoline) szült, ám házasságuk szerencsétlenül véget ért, útjaik különváltak, amikor a férfi fülébe jutott a szóbeszéd neje hűtlenségéről XVIII. Lajos királlyal. (Viszonyuk körülbelül 1820-ban vette kezdetét, amikor még az uralkodó is házas volt. 1771. május 14-én a 15 éves Lajos Szaniszló Xavér, aki akkor még csak Provence grófja volt, feleségül vette az akkor 17 esztendős Mária Jozefin szardíniai hercegnőt, a Szavojai-dinasztia tagját, akinek apjából két évvel később III. Viktor Amádé néven Szardínia királya lett. A frigy állítólag három évig elhálatlan maradt, a rosszmájú pletykák szerint Lajos impotenciája miatt. Egyesek szerint valójában azért nem hált együtt eleinte Mária Jozefin-nel, mert taszította őt a hercegnő rút külseje. 1774-ben azonban csoda történt, úgy tűnik Lajos legyőzte szexuális idegenkedését neje iránt, és teherbe ejtette az asszonyt, ám a gyermek sajnos nem született meg, mert a grófné elvetélt. 1781-ben Mária Jozefin újból várandós lett, csakhogy ismét elveszítette a magzatot, így a házasság már véglegesen gyermektelen maradt.)
1821-ben Lajos megvásárolta szeretője számára a Párizs északi részén fekvő Saint-Ouen Kastélyt, ami Zoé rezidenciája maradt élete végéig. A házat a híres és elismert építész, Jacques-Marie Huvé tervezte meg és építette újjá. 

1795. június 11-től 1824. szeptember 16-ig jogilag Lajos viselte a francia koronát, ám uralmát beárnyékolta közben az első és a második Direktórium (1795. augusztus 22 - 1796. szeptember 4., s 1796. szeptember 4 - 1799. november 9-10.) és utána I. (Bonaparte) Napóleon francia császár trónra kerülése, aki 1804. május 18. és 1814. április 11. valamint 1815. március 20. és 1815. június 22. között ült az ország trónján.
Ténylegesen csak akkor (1814. április 11 - 1815. március 20.) lehetett király, amikor Napóleont a hű royalista, Bourbon-párti hadsereg megfosztotta hatalmától, s Elba szigetére száműzte. Csakhogy a trónfosztott császár furfangos módon megszökött száműzetéséből, s néhány megmaradt, hűséges katonájával együtt visszatért Párizsba, ahol a francia nép örvendezve fogadta őt, ugyanis a gőgös és rosszul kormányzó XVIII. Lajos egyáltalán nem volt közkedvelt személyiség az egyszerű emberek szemében. Napóleon 1815. június 22-ig tudta csak megtartani koronáját, ugyanis Lajos ellentámadásba lendült, s ezúttal végleg sikerült száműznie Bonapartét, aki az ő utasítására, Szent Ilona szigetére költözött, az Atlanti-óceán közepére, távol minden emberi civilizációtól.
Miután örökre megszabadult riválisától, Lajos végre megkezdhette tényleges uralkodását Franciaországban, ami 1815. június 22-től a király haláláig, vagyis 1824. szeptember 16-ig tartott. (Lajos hitvese, Mária Jozefin királyné már 1810. november 13-án, 57 évesen elhunyt. Az uralkodó többé nem nősült újra, s gyermekei sem születtek már, ezért a trónon öccse, Károly Fülöp, Artois grófja követte őt, X. Károly néven.)
Lajos halála után Zoé figyelme a mezőgazdaság, azon belül is az állattenyésztés felé fordult, s sikeresen létrehozott egy új birkafajtát, mely az ő tiszteletére a ,,Zoé" nevet kapta. (Az új juhfaj ,,ősapja" az a hosszú szőrű, núbiai tenyészkos volt, melyet a grófné még Muhammad Ali-tól, Egyiptom alkirályától kapott ajándékba.)
Ezen kívül befektetett egy Savonneire nevű szőnyeg-manufaktúrába is, egész addig, míg a gobelin megjelenése a textilpiacon el nem lehetetlenítette ezt a régi iparágat 1826-ban. A grófné 1852. március 19-én, 66 éves korában hunyt el, a Saint-Ouen Kastélyban. 